# Liste der römischen Censoren

## 5. Jahrhundert v. Chr.
Vor 443 v. Chr. hatten die amtierenden Konsuln die Bürgerlisten geführt. Durch Aufnahme in diese Liste wurde man zum römischen Staatsbürger und steuerpflichtig. Mit Lucius Papirius Mugillanus und Lucius Sempronius Atratinus ging dieses Amt erstmals auf zwei eigens gewählte Zensoren über. 
| Jahr        | Patrizier                                                      | Plebejer |
| ----------- | -------------------------------------------------------------- | -------- |
| 443 v. Chr. | Lucius Papirius Mugillanus und Lucius Sempronius Atratinus     | ---      |
| 435 v. Chr. | Gaius Furius Pacilus Fusus und Marcus Geganius Macerinus       | ---      |
| 430 v. Chr. | Lucius Papirius und Publius Pinarius                           | ---      |
| 418 v. Chr. | Lucius Papirius (Mugillanus?) und unbekannt                    | ---      |
| 403 v. Chr. | Marcus Furius Camillus und Marcus Postumia Albinus Regillensis | ---      |

## 4. Jahrhundert v. Chr.
393 v. Chr. wurde das erste und einzige Mal nach dem Tode eines Zensors ein Ersatz (censor suffectus) gewählt. Marcus Cornelius Maluginensis ersetzte Gaius Iulius Iullus. Mit Gaius Marcius Rutilus wurde 351 v. Chr. erstmals ein Plebejer in dieses Amt gewählt. Zuvor waren nur Patrizier berechtigt gewesen. Einige Jahre später, 339 v. Chr., wurde gesetzlich festgelegt, dass mindestens ein Zensor einer plebejischen Familie entstammen muss.
| Jahr        | Patrizier | Plebejer                     |
| ----------- | --- | ---------------------------- |
| 393 v. Chr. | Lucius Papirius Cursor und Gaius Iulius Iullus; ersetzt durch Marcus Cornelius Maluginensis als censor suffectus | ---                          |
| 389 v. Chr. | Marcus Furius? (Fusus?) und Lucius Papirius? (Mugillanus?)                                                       | ---                          |
| 380 v. Chr. | Spurius Postumius Albinus Regillensis und Gaius Sulpicius Camerinus                                              | ---                          |
| 378 v. Chr. | Spurius Servilius Priscus und Quintus Cloelius Siculus                                                           | ---                          |
| 366 v. Chr. | Gaius Sulpicius Peticus und (Aulus?) Postumius Regillensis Albinus                                               | ---                          |
| 363 v. Chr. | Marcus Fabius Ambustus und Lucius Furius Medullinus                                                              | ---                          |
| 351 v. Chr. | Gnaeus Manlius Capitolinus Imperiosus                                                                            | Gaius Marcius Rutilus        |
| 340 v. Chr. | Lucius Cornelius Scipio (Zensur zweifelhaft) und Publius Cornelius Scipio (Zensur zweifelhaft)                   | ---?                         |
| 332 v. Chr. | Spurius Postumius Albinus Caudinus                                                                               | Quintus Publilius Philo      |
| 319 v. Chr. | Gaius Sulpicius Longus?                                                                                          | unbekannt                    |
| 318 v. Chr. | Lucius Papirius Crassus                                                                                          | Gaius Maenius                |
| 312 v. Chr. | Appius Claudius Caecus                                                                                           | Gaius Plautius Venox         |
| 307 v. Chr. | Marcus Valerius Maximus Corvinus                                                                                 | Gaius Iunius Bubulcus Brutus |
| 304 v. Chr. | Quintus Fabius Maximus Rullianus                                                                                 | Publius Decius Mus           |

## 3. Jahrhundert v. Chr.
| Jahr        | Patrizier                                 | Plebejer                            |
| ----------- | ----------------------------------------- | ----------------------------------- |
| 300 v. Chr. | Publius Sulpicius Saverrio                | Publius Sempronius Sophus           |
| 294 v. Chr. | Publius Cornelius Arvina                  | Gaius Marcius Rutilus Censorinus    |
| 289 v. Chr. | Quintus Fabius Maximus Gurges?            | Spurius Carvilius Maximus?          |
| 283 v. Chr. | unbekannt                                 | Quintus Caedicius Noctua            |
| 280 v. Chr. | Lucius Cornelius Scipio Barbatus          | Gnaeus Domitius Calvinus Maximus    |
| 275 v. Chr. | Quintus Aemilius Papus                    | Gaius Fabricius Luscinus            |
| 272 v. Chr. | Lucius Papirius Praetextatus              | Manius Curius Dentatus              |
| 269 v. Chr. | Lucius Aemilius Barbula                   | Quintus Marcius Philippus           |
| 265 v. Chr. | Gnaeus Cornelius Blasio                   | Gaius Marcius Rutilus Censorinus II |
| 258 v. Chr. | Lucius Cornelius Scipio                   | Gaius Duilius                       |
| 253 v. Chr. | Lucius Postumius Megellus                 | Decimus Iunius Pera                 |
| 252 v. Chr. | Manius Valerius Maximus Corvinus Messalla | Publius Sempronius Sophus           |
| 247 v. Chr. | Aulus Manlius Torquatus Atticus           | Aulus Atilius Caiatinus             |
| 241 v. Chr. | Marcus Fabius Buteo                       | Gaius Aurelius Cotta                |
| 236 v. Chr. | Lucius Cornelius Lentulus Caudinus        | Quintus Lutatius Cerco              |
| 234 v. Chr. | Aulus Postumius Albinus                   | Quintus Atilius Bulbus              |
| 231 v. Chr. | Titus Manlius Torquatus                   | Quintus Fulvius Flaccus             |
| 230 v. Chr. | Fabius Maximus Verrucosus                 | Marcus Sempronius Tuditanus         |
| 225 v. Chr. | Gaius Claudius Centho                     | Marcus Iunius Pera                  |
| 220 v. Chr. | Lucius Aemilius Papus                     | Gaius Flaminius                     |
| 214 v. Chr. | Publius Furius Philus                     | Marcus Atilius Regulus              |
| 210 v. Chr. | Lucius Veturius Philo                     | Publius Licinius Crassus Dives      |
| 209 v. Chr. | Marcus Cornelius Cethegus                 | Publius Sempronius Tuditanus        |
| 204 v. Chr. | Gaius Claudius Nero                       | Marcus Livius Salinator             |

## 2. Jahrhundert v. Chr.
131 v. Chr. waren erstmals beide Zensoren aus plebejischen Familien.
| Jahr        | Patrizier                                     | Plebejer                                                                    |
| ----------- | --------------------------------------------- | --------------------------------------------------------------------------- |
| 199 v. Chr. | Publius Cornelius Scipio Africanus            | Publius Aelius Paetus                                                       |
| 194 v. Chr. | Gaius Cornelius Cethegus                      | Sextus Aelius Paetus Catus                                                  |
| 189 v. Chr. | Titus Quinctius Flamininus                    | Marcus Claudius Marcellus                                                   |
| 184 v. Chr. | Lucius Valerius Flaccus                       | Marcus Porcius Cato der Ältere                                              |
| 179 v. Chr. | Marcus Aemilius Lepidus                       | Marcus Fulvius Nobilior                                                     |
| 174 v. Chr. | Aulus Postumius Albinus Luscus                | Quintus Fulvius Flaccus                                                     |
| 169 v. Chr. | Gaius Claudius Pulcher                        | Tiberius Sempronius Gracchus                                                |
| 164 v. Chr. | Lucius Aemilius Paullus Macedonicus           | Quintus Marcius Philippus                                                   |
| 159 v. Chr. | Publius Cornelius Scipio Nasica Corculum      | Marcus Popillius Laenas                                                     |
| 154 v. Chr. | Marcus Valerius Messalla                      | Gaius Cassius Longinus                                                      |
| 147 v. Chr. | Lucius Cornelius Lentulus Lupus               | Lucius Marcius Censorinus                                                   |
| 142 v. Chr. | Publius Cornelius Scipio Aemilianus Africanus | Lucius Mummius                                                              |
| 136 v. Chr. | Appius Claudius Pulcher                       | Quintus Fulvius Nobilior                                                    |
| 131 v. Chr. | ---                                           | Quintus Caecilius Metellus Macedonicus und Quintus Pompeius                 |
| 125 v. Chr. | Gnaeus Servilius Caepio                       | Lucius Cassius Longinus Ravilla                                             |
| 120 v. Chr. | ---                                           | Quintus Caecilius Metellus Balearicus und Lucius Calpurnius Piso Frugi      |
| 115 v. Chr. | ---                                           | Lucius Caecilius Metellus Diadematus und Gnaeus Domitius Ahenobarbus        |
| 109 v. Chr. | Marcus Aemilius Scaurus                       | Marcus Livius Drusus                                                        |
| 108 v. Chr. | Quintus Fabius Maximus Eburnus                | Gaius Licinius Geta                                                         |
| 102 v. Chr. | ---                                           | Gaius Caecilius Metellus Caprarius und Quintus Caecilius Metellus Numidicus |

## 1. Jahrhundert v. Chr.
Der Diktator Lucius Cornelius Sulla schaffte 81 v. Chr. das Amt des Zensors ab. Die Zensur wurde 70 v. Chr. wieder eingesetzt. Auch während des römischen Bürgerkriegs (zu den Zeiten von Gaius Iulius Caesar) wurden keine Zensoren gewählt.
| Jahr       | Patrizier                           | Plebejer                                                |
| ---------- | ----------------------------------- | ------------------------------------------------------- |
| 97 v. Chr. | Lucius Valerius Flaccus             | Marcus Antonius Orator                                  |
| 92 v. Chr. | ---                                 | Gnaeus Domitius Ahenobarbus und Lucius Licinius Crassus |
| 89 v. Chr. | Lucius Iulius Caesar                | Publius Licinius Crassus                                |
| 86 v. Chr. | ---                                 | Lucius Marcius Philippus und Marcus Perperna            |
| 70 v. Chr. | Gnaeus Cornelius Lentulus Clodianus | Lucius Gellius Publicola                                |
| 65 v. Chr. | ---                                 | Marcus Licinius Crassus und Quintus Lutatius Catulus    |
| 64 v. Chr. | ---                                 | Lucius Aurelius Cotta und Manius Acilius Glabrio?       |
| 61 v. Chr. | Lucius Iulius Caesar?               | Gaius Scribonius Curio                                  |
| 55 v. Chr. | Marcus Valerius Messalla Niger      | Publius Servilius Vatia Isauricus                       |
| 50 v. Chr. | Appius Claudius Pulcher             | Lucius Calpurnius Piso Caesoninus                       |
| 42 v. Chr. | Publius Sulpicius Rufus             | Gaius Antonius Hybrida                                  |

## Zensoren der Kaiserzeit
| Jahr       |                                                  |                          |
| ---------- | ------------------------------------------------ | ------------------------ |
| 28 v. Chr. | Imperator Caesar Octavianus                      | Marcus Vipsanius Agrippa |
| 22 v. Chr. | Paullus Aemilius Lepidus                         | Lucius Munatius Plancus  |
| 47/48      | Tiberius Claudius Caesar Augustus                | Lucius Vitellius         |
| 72/73      | Imperator Caesar Vespasianus Augustus            | Titus Caesar Vespasianus |
| 85–96      | Imperator Caesar Domitianus Augustus             |                          |
| 251        | Publius Licinius Valerianus (Zensur wohl fiktiv) |                          |
| 333/34–337 | Flavius Dalmatius                                |                          |